# Городок (Винницкая область)
Городо́к (укр. Городок) — село на Украине, находится в Дашевской поселковой общине Гайсинского района Винницкой области.
Код КОАТУУ — 0521281603. Население по переписи 2018 года составляет 1076 человек. Почтовый индекс — 22753. Телефонный код — 4345.
Занимает площадь 3,85 км².

## Известные уроженцы
- Борухович, Владимир Григорьевич (1920—2007) — историк, антиковед, филолог-классик, доктор исторических наук, профессор.

## Адрес местного совета
22753, Винницкая область, Иллинецкий р-н, с. Городок, Школьная, 1